# Puerto Villamil
Puerto Villamil – miasto w Ekwadorze, w prowincji Galápagos, na wyspie Isabela, siedziba kantonu Isabela.